# Wolfgang de Beer
Wolfgang de Beer (født 2. januar 1964 i Dinslaken, Vesttyskland, død 30. december 2024) var  en tysk fodboldspiller (målmand).
Gennem sin 20 år lange karriere spillede de Beer for henholdsvis MSV Duisburg og Borussia Dortmund. Længst tid var han tilknyttet Dortmund, hvor han i løbet af 15 sæsoner spillede 181 ligakampe, men dog i mange af årene var reservemålmand. Han var med klubben med til at vinde to tyske mesterskaber, én DFB-Pokal, samt Champions League og Intercontinental Cup. I forbindelse med de fleste af disse titler var fik han dog enten ingen eller kun minimal spilletid.
De Beer nåede ikke at spille for Vesttysklands A-landshold, men spillede i 1984 en enkelt kamp for landets U/21-landshold.

## Titler
Bundesligaen
- 1995 og 1996 med Borussia Dortmund

DFB-Pokal
- 1989 med Borussia Dortmund

UEFA Champions League
- 1997 med Borussia Dortmund

Intercontinental Cup
- 1997 med Borussia Dortmund